# Aeropuerto Internacional de Carga Sam Mbakwe
El Aeropuerto Internacional de Carga Sam Mbakwe (IATA: QOW, OACI: DNIM), también conocido como Aeropuerto de Owerri Sam Mbakwe y Aeropuerto Imo, es un aeropuerto que sirve a Owerri, una ciudad en el Estado Imo del sur de Nigeria. Una vez llamado Aeropuerto del Estado Imo, fue rebautizado en honor del antiguo gobernador, Sam Mbakwe.

## Aerolíneas y destinos
| Aerolíneas       | Destinos     |
| ---------------- | ------------ |
| Aero Contractors | Lagos        |
| Air Nigeria      | Lagos        |
| Arik Air         | Abuya, Lagos |